# 松本鹿次郎
松本 鹿次郎（まつもと しかじろう、1869年（明治2年） - 1923年（大正12年）4月7日）は、明治大正期の鉄道官僚。鹿二郎とも

## 経歴
熊本生まれ。1889年（明治22年）に慶應義塾を卒業し、山陽鉄道に入社。運輸課列車掛掛長を務める。1906年（明治39年）に官有となると鉄道院参事となり、西部鉄道管理局運輸課（→神戸鉄道管理局運輸課→西部鉄道管理局運輸課）、鉄道院運輸局運輸課、鉄道省運輸局事務官に配属される。

## 栄典
- 1920年（大正9年）11月1日 - 勲三等瑞宝章[13]